# Mastacides pupaeformis
Mastacides pupaeformis är en insektsart som beskrevs av Bolívar, I. 1899. Mastacides pupaeformis ingår i släktet Mastacides och familjen Mastacideidae. Inga underarter finns listade i Catalogue of Life.